# 横尾トンネル (富山県)
横尾トンネル（よこおトンネル）は、富山県下新川郡朝日町を通る、国道8号のトンネル。
付近にある城山トンネル、新笹川橋と共に、富山県内で最後に開通した国道8号の区間である。
トンネルの老朽化などから、2024年3月15日に国土交通省が同トンネルや城山トンネルを含めた3.6kmの区間の南側にバイパス道路を新設すると発表した。

## 概要
- 起点：富山県下新川郡朝日町笹川
- 終点：富山県下新川郡朝日町横尾
- 延長：170m
- 幅員：6.5m
- 高さ：6.1m
- 巻厚：50.60cm[2]
- 掘削方法：座設導坑先進 上部半断面[2]
- 照明：蛍光灯水銀灯[2]

## 歴史
- 1963年
  - 5月31日 - 着工（掘削開始）[3]。
  - 9月 - 貫通。
- 1965年
  - 11月25日 - 開通。
  - 11月30日 - 完成[3]。